# Torto (fleuve)
Pour les articles homonymes, voir Torto.
 (janvier 2016).
Si vous disposez d'ouvrages ou d'articles de référence ou si vous connaissez des sites web de qualité traitant du thème abordé ici, merci de compléter l'article en donnant les références utiles à sa vérifiabilité et en les liant à la section « Notes et références ».
 (janvier 2015).
Le Torto est un fleuve côtier de la province de Palerme en Italie.

## Géographie
Le fleuve prend sa source à une altitude de 1 105 m dans la zone de Serra Tignino et après un parcours d'environ 64 km se jette en mer Tyrrhénienne près de Termini Imerese.

### Communes traversées
- Castronovo di Sicilia, Lercara Friddi, Alia, Roccapalumba, Caccamo, Sciara et Termini Imerese tous en province de Palerme.

Dans sa vallée se trouvent aussi les communes de Montemaggiore Belsito, Aliminusa, Cerda.

## Hydrologie
Le Torto a deux stations hydrologiques :
- Bivio Cerda : module 0,25 m3/s de 1980 à 1989[1]
- Roccapalumba Scalo : module 0,42 m3/s de 1983 à 1997[1]

Son débit est de type torrentiel. Pendant la période estivale il est pratiquement à sec, et n'est alimenté que par les eaux pluviales.